# Кызыл-Жар (женский футбольный клуб)
«Кызыл-Жар» — женский казахстанский футбольный клуб из города Петропавловск. В дебютном сезоне, в 2009 году проиграла все свои матчи, с разницей голов 4:119. Через десять лет, после дебюта, команда снова участвовала в женском чемпионате, где заняло пятое (предпоследние) место. В 2020 году не стало участвовать в чемпионате из-за пандемии коронавируса. На следующий год показала наилучший результат в чемпионате Казахстана - заняв 4 место.

## Статистика в чемпионате
| Год  | Место  | И  | В | Н | П  | Мячи    |
| ---- | ------ | -- | - | - | -- | ------- |
| 2009 | 7 из 7 | 24 | 0 | 0 | 24 | 4 − 119 |
| 2019 | 5 из 6 | 20 | 5 | 0 | 15 | 25 − 99 |
| 2021 | 4 из 6 | 20 | 7 | 1 | 12 | 32 − 68 |